# 北直隸巡撫
北直隸巡撫，又稱巡撫京畿地方贊理軍務，為明朝中葉設置的一個巡撫職位，其轄區包括北直隸各府。

## 沿革
- 始置于宣德五年，轄區包括北直隸地區。
- 正統四年，分設置兩個巡撫，其一轄順天府、保定府、河間府、永平府；另一個轄真定府、順德府、廣平府、大名府。
- 正統六年，罷。
- 正統七年，為防蝗災再設，分為四巡撫：一轄順天府、永平府；一轄真定府、保定府；一轄河間府、順德府；另一轄廣平府、大名府。隨後罷免。
- 正統四年，恢復設置，轄真定府、保定府、河間府、大名府、順德府、廣平府。
- 正統十三年，罷。
- 正統十四年，因蒙古進攻京師，恢復設置。轄順天府、永平府。
- 景泰元年，設置巡撫，轄區包括真定府、廣平府、大名府、順德府。
- 景泰三年，真定等巡撫再設置，轄區包括保定府、真定府、河間府、廣平府、順德府、大名府。
- 景泰五年，轄區中保定等處巡撫罷。
- 景泰六年，轄區中順天府、永平巡撫罷。
- 景泰七年，再設置二巡撫，一轄永平府；一轄順天府、河間府。
- 天順元年，均罷免。
- 天順五年，恢復，轄保定府、真定府、河間府、大名府、順德府、廣平府，隨後罷。
- 成化二年，恢復，轄順天府、永平府。
- 成化五年，增加轄區保定府、真定府、河間府、順德府、廣平府、大名府，后罷。
- 成化六年，再設置兩巡撫，一轄廣平府、大名府、順德府；一轄真定府、河間府、保定府，后均罷免。
- 成化七年，恢復，轄順天府、永平府、河間府、真定府、保定府、大名府、廣平府、順德府。
- 成化八年，因轄區太大，分為順天巡撫、保定巡撫。